# مسجد المسلمين
مسجد المسلمين (بالإسبانية: Mezquita de las Tornerias، تعني حرفيًّا "مسجد الخراطين")‏ هو من أقدم معالم طليطلة. يرجع تاريخ بناؤه إلى القرن الحادي عشر للميلاد (عهد طائفة طليطلة) يقع في الشارع الذي يحمل نفس الاسم.
المسجد مبني بالآجُر ومكون من طابقين، الطابق الأرضي يحتوي على بقايا مجمع روماني قديم ذو نظام لجلب الماء، بينما الطابق العلوي يحتوي على قاعة الصلاة. بنيته شبيهة للتي نشاهدها في مسجد باب المردوم الذي يقع على بعد بضعة عشرات الأمتار. مثل هذا الأخير قاعة الصلاة مقسمة بأعمدة نحيفة وأنيقة إلى تسعة فضاءات، يعلوها أقواس حدوية الشكل. فوق كل فضاء قبة، القبة المركزية هي الوحيدة التي تحمل نقوش هندسية.
الأبعاد الصغيرة للمسجد إضافةٔ إلى موقع قاعة الصلاة مع غياب صحن للوضوء يحمل على الظن أن البناء كان يستخدم مصلىً خاص لأحد وجهاء طليطلة. بقي المسجد المكان الوحيد الذي سمح فيه للمسلمي طليطلة بأداء الصلاة جماعة لمدة تناهز الأربعة قرون بعد الغزو المسيحي للمدينة سنة 1085 م، بعدها أستخدم البناء لأغراض عدة، مع الوقت نسي أصل البناء وبقيت ذكرى وجود مسجد قديم في إحدى منازل شارع ترنرياس، حتى اكتُشِف المعلم من جديد بعد بحوث أرشيفية وميدانية من طرف المركيز تورسيلا Marqués de la Torrecilla سنة 1905.
يُستخدم المبنى حاليًا مركزًا ومتحفًا لتطوير الصناعة اليدوية في إقليم قشتالة والمنشف.